# Ilsandong-gu
Ilsandong-gu es un distrito en Goyang, Gyeonggi-do, Corea del Sur.

## Galería

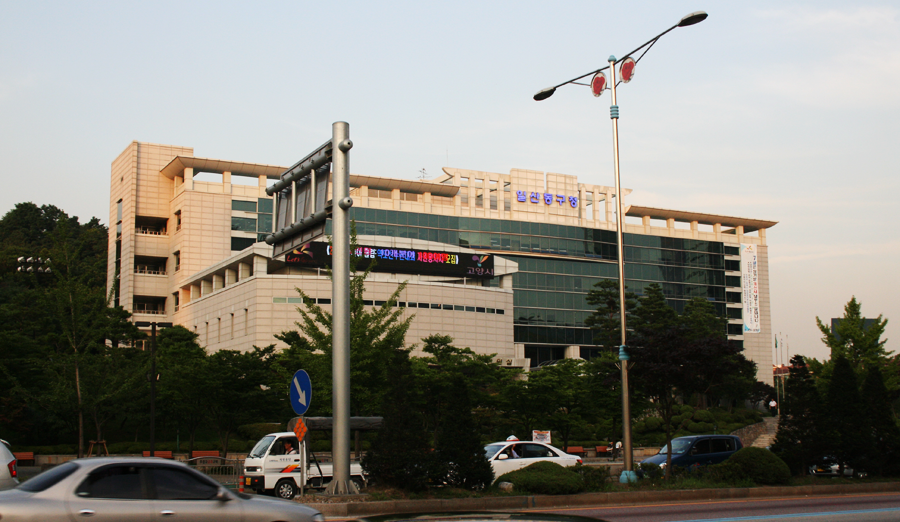
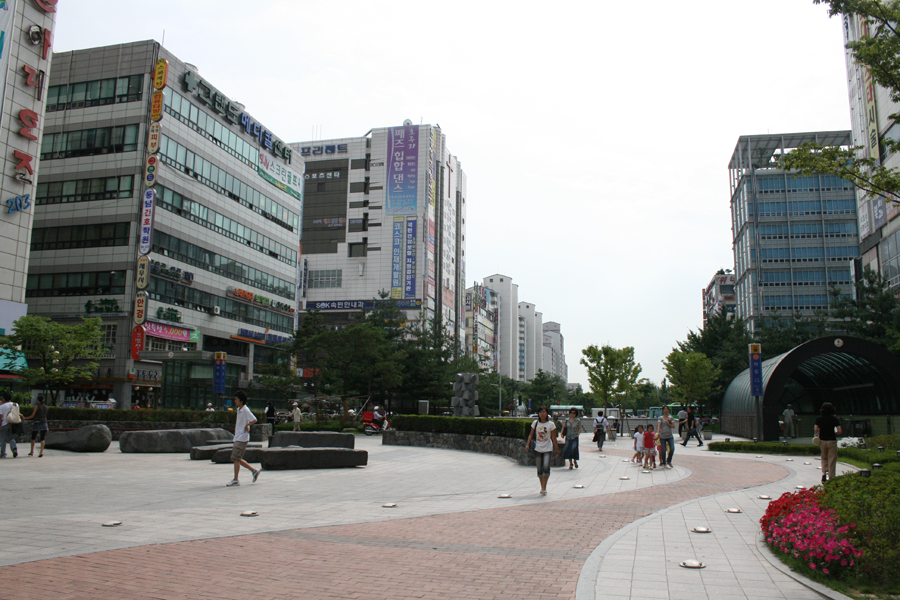
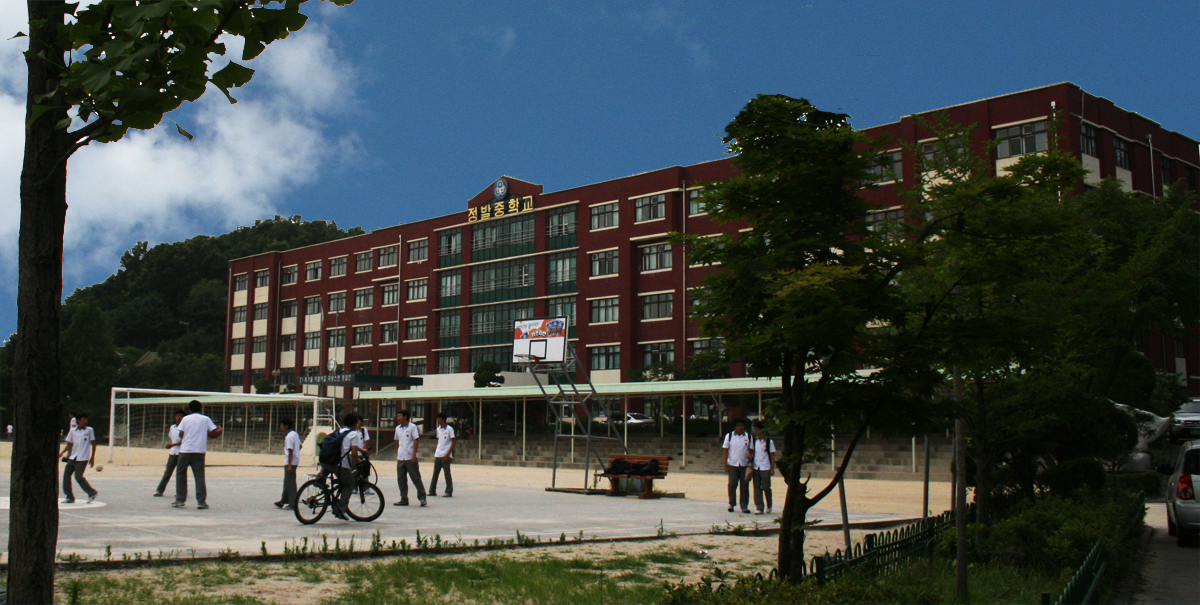

## Administración
- Siksa-dong (식사동)
- Jungsan-dong (중산동)
- Pungsan-dong (풍산동)
- Baekseok (백석1~2동)
- Madu 1 (마두1~2동)
- Janghang (장항1~2동)
- Gobong-dong (고봉동)